# Зігмас Юкна
Зігмас Юкна (13 липня 1935 — 7 жовтня 1980) — литовський академічний веслувальник.
Срібний призер Олімпійських Ігор 1960 року в складі розпашної двійки зі стерновим, бронзовий призер 1968 року в складі вісімки, учасник 1964 року.
Срібний призер Чемпіонату світу 1962 (вісімки), 1966 (розпашні четвірки без стернового) років.
Чемпіон Європи 1961 (розпашні двійки зі стерновим), 1965 (розпашні четвірки без стернового), 1967 (розпашні четвірки зі стерновим) років, срібний призер 1963, 1964, 1969 років у складі вісімки.